# Mărgăritești (okręg Aluta)
Mărgăritești – wieś w Rumunii, w okręgu Aluta, w gminie Voineasa. W 2011 roku liczyła 731 mieszkańców. 